# Араки, Юко
Юко Араки (яп. 新木 優子 Араки Ю:ко); род. 15 декабря 1993, Тиёда, Токио, Япония) — японская фотомодель, актриса и сэйю.

## Биография
Юко Араки родилась 15 декабря 1993 года в Токио. 
Она дебютировала на экране во время учёбы в школе в фильме Tôkyô sôda-sui, когда ей было 14 лет. В последующие годы она сыграла ряд ролей в фильмах и сериалах, среди которых были Kamen Rider Wizard, «Комплекс школьницы», «Семья понарошку», «Любовь, любовь, пришелец», «Женщина на миллион иен», «Смертельный поцелуй» и «След: Мужчина в криминалистической лаборатории». В 2020 году во время церемонии Asia Contents Awards & Global OTT Awards Юко получила награду «За выдающиеся достижения».
В 2014 году Юко стала эксклюзивной моделью для журнала моды Non-no, которой работает по сей день.